# Dollis Hill (London Underground)

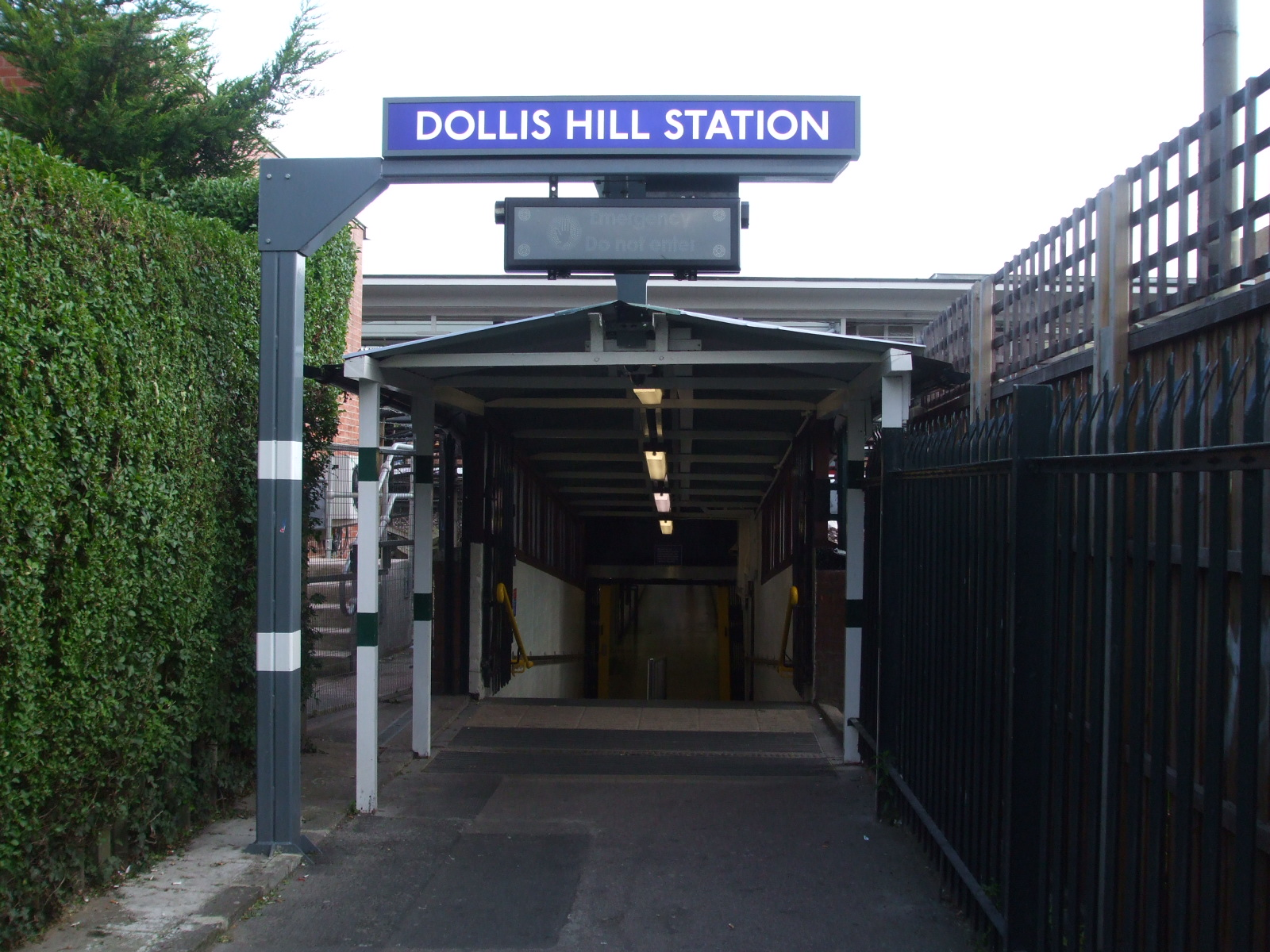
Nordeingang

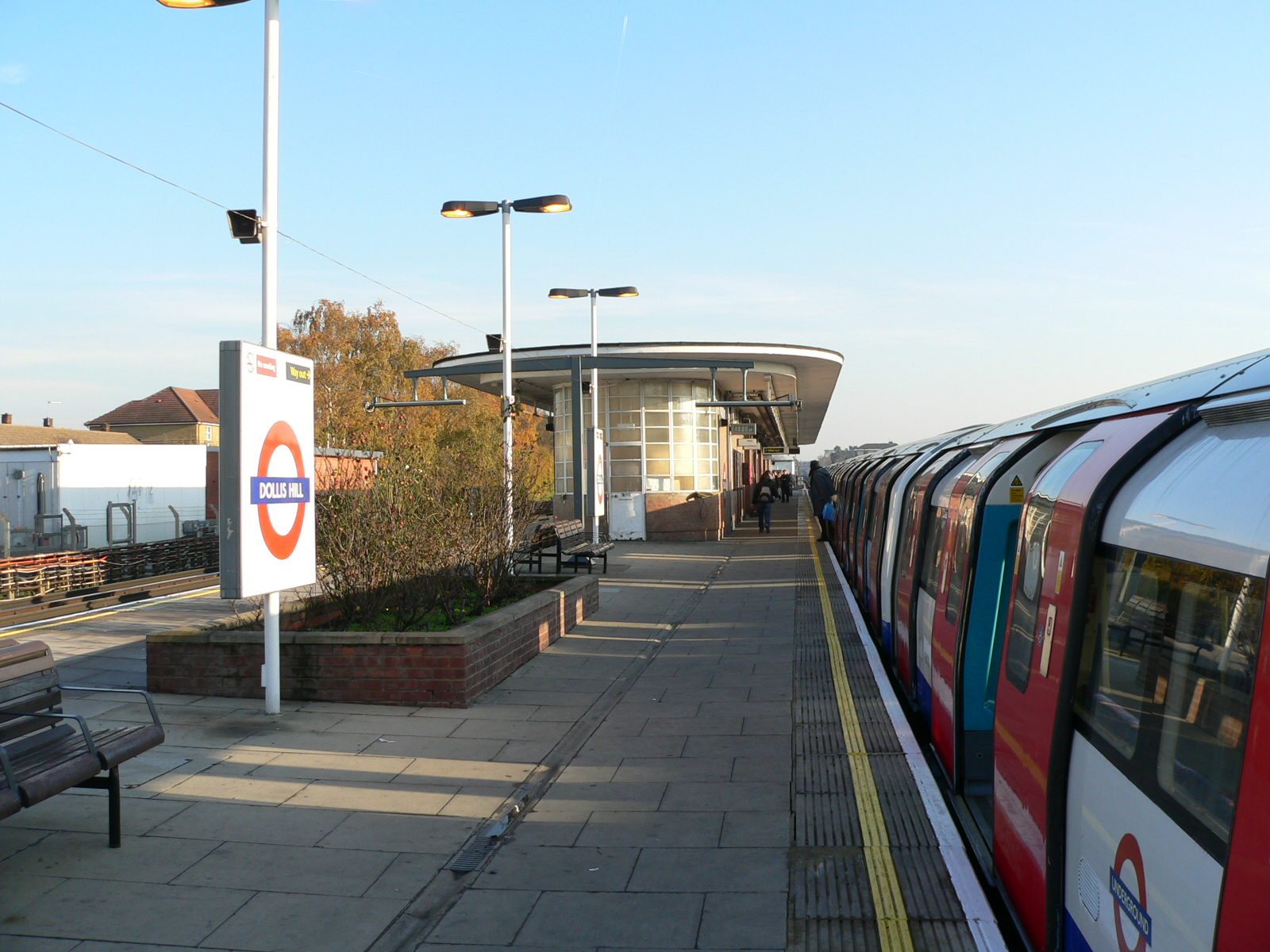
Station Dollis Hill

Dollis Hill ist eine oberirdische Station der London Underground im Stadtbezirk London Borough of Brent. Sie liegt in der Travelcard-Tarifzone 3 an der Burnley Road. Die von der Jubilee Line bediente Station wurde im Jahr 2014 von 3,08 Millionen Fahrgästen genutzt.
Die Strecke bestand zwar bereits seit 1880, doch die Station wurde erst nachträglich errichtet, um ein neu entstehendes Wohngebiet zu erschließen. Die Eröffnung erfolgte am 1. Oktober 1909 durch die Metropolitan Railway (Vorgängergesellschaft der Metropolitan Line). Ab 20. November 1939 hielten hier auch Züge der Bakerloo Line, die den Verkehr auf der Stanmore-Zweigstrecke übernahmen. Der Parallelverkehr währte jedoch nur einige Monate; um eine Beschleunigung und Entflechtung zu ermöglichen, passieren Züge der Metropolitan Line seit dem 7. Dezember 1940 diese Station ohne Halt. Am 1. Mai 1979 übernahm die neu eröffnete Jubilee Line den Verkehr der Bakerloo Line.